# Frosolone
Frosolone là một đô thị ở tỉnh Isernia trong vùng Molise, có cự ly khoảng 20 km về phía tây của Campobasso và khoảng 20 km về phía đông của Isernia. Tại thời điểm ngày 31 tháng 12 năm 2004, đô thị này có dân số 3.330 và diện tích là 49,6 km².
Frosolone giáp các đô thị: Carpinone, Casalciprano, Civitanova del Sannio, Duronia, Macchiagodena, Molise, Sant'Elena Sannita, Sessano del Molise, Torella del Sannio.